# بلبلة الألسنة

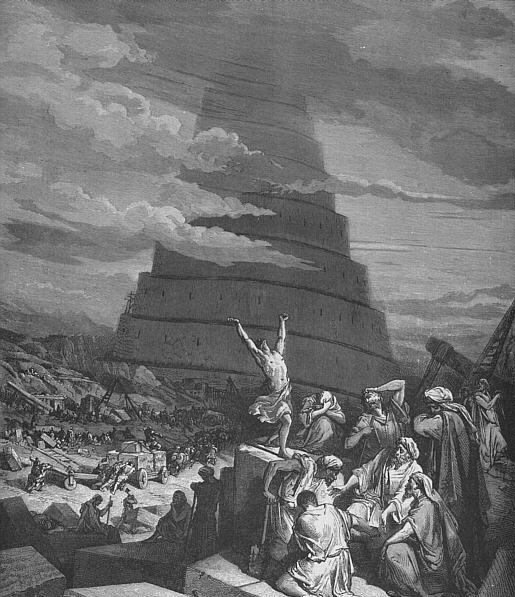
صورة تخيلية عن بلبلة الألسنة

بلبلة الألسنة قصة ترد في الكتاب المقدس في سفر التكوين، تفترض أن البشر كانوا يتكلمون بلغة واحدة، وبعد بناء برج بابل كمحاولة من سكان بابل بلوغ السماء، غضب عليهم الله وأوقع اختلاف في كلامهم، لكي لا يتفقوا مرة أخرى على التطاول على الآلهة، ونتج عن ذلك التنوع اللغوي البشري.
كذلك تعتبر القصة محاولة لتفسير اسم بابل، بتأثيله إلى فعل العبري بلل (בלל).

## نص القصة
1. وَكَانَتِ الأَرْضُ كُلُّهَا لِسَانًا وَاحِدًا وَلُغَةً وَاحِدَةً.
2. وَحَدَثَ فِي ارْتِحَالِهِمْ شَرْقًا أَنَّهُمْ وَجَدُوا بُقْعَةً فِي أَرْضِ شِنْعَارَ وَسَكَنُوا هُنَاكَ.
3. وَقَالَ بَعْضُهُمْ لِبَعْضٍ: «هَلُمَّ نَصْنَعُ لِبْنًا وَنَشْوِيهِ شَيًّا». فَكَانَ لَهُمُ اللِّبْنُ مَكَانَ الْحَجَرِ، وَكَانَ لَهُمُ الْحُمَرُ مَكَانَ الطِّينِ.
4. وَقَالُوا: «هَلُمَّ نَبْنِ لأَنْفُسِنَا مَدِينَةً وَبُرْجًا رَأْسُهُ بِالسَّمَاءِ. وَنَصْنَعُ لأَنْفُسِنَا اسْمًا لِئَلاَّ نَتَبَدَّدَ عَلَى وَجْهِ كُلِّ الأَرْضِ».
5. فَنَزَلَ الرَّبُّ لِيَنْظُرَ الْمَدِينَةَ وَالْبُرْجَ اللَّذَيْنِ كَانَ بَنُو آدَمَ يَبْنُونَهُمَا.
6. وَقَالَ الرَّبُّ: «هُوَذَا شَعْبٌ وَاحِدٌ وَلِسَانٌ وَاحِدٌ لِجَمِيعِهِمْ، وَهذَا ابْتِدَاؤُهُمْ بِالْعَمَلِ. وَالآنَ لاَ يَمْتَنِعُ عَلَيْهِمْ كُلُّ مَا يَنْوُونَ أَنْ يَعْمَلُوهُ.
7. هَلُمَّ نَنْزِلْ وَنُبَلْبِلْ هُنَاكَ لِسَانَهُمْ حَتَّى لاَ يَسْمَعَ بَعْضُهُمْ لِسَانَ بَعْضٍ».
8. فَبَدَّدَهُمُ الرَّبُّ مِنْ هُنَاكَ عَلَى وَجْهِ كُلِّ الأَرْضِ، فَكَفُّوا عَنْ بُنْيَانِ الْمَدِينَةِ،
9. لِذلِكَ دُعِيَ اسْمُهَا «بَابِلَ» لأَنَّ الرَّبَّ هُنَاكَ بَلْبَلَ لِسَانَ كُلِّ الأَرْضِ. وَمِنْ هُنَاكَ بَدَّدَهُمُ الرَّبُّ عَلَى وَجْهِ كُلِّ الأَرْضِ.